# Triphleba forficata
Triphleba forficata är en tvåvingeart som beskrevs av Borgmeier 1963. Triphleba forficata ingår i släktet Triphleba och familjen puckelflugor. Inga underarter finns listade i Catalogue of Life.